# 7. august
7. august er dag 219 i året i den gregorianske kalender (dag 220 i skudår). Der er 146 dage tilbage af året.
Dagens navn er Perstinna

### Begivenheder
Født - Dødsfald
- 1850 - Frederik 7. gifter sig med modehandlerske Louise Rasmussen, som kort forinden er udnævnt til lensgrevinde af Danner.
- 1858 - Dronning Victoria udnævner Ottawa som hovedstad i Canada.
- 1940 - Tyskland annekterer Elsass-Lothringen.
- 1942 - Slaget om Guadalcanal indledes i Salomonøgruppen. Det kommer til at vare i et halvt år og bliver et vendepunkt i Stillehavskrigen.
- 1947 - Thor Heyerdahl og hans femmandsbesætning når med Kon-Tiki-tømmerflåden Fransk Polynesien efter at have rejst over 7.000 km på 101 dage på tværs af Stillehavet.
- 1960 - Elfenbenskysten opnår uafhængighed af Frankrig.
- 1961 - Titov lander med Vostok 2 efter at have tilbragt over et døgn i rummet.
- 1991 - World Wide Web bliver offentlig tilgængeligt på Internettet.
- 1998 - Ved to angreb med bilbomber på de amerikanske ambassader i Dar es Salaam i Tanzania og Nairobi i Kenya omkommer 224 mennesker, og omkring 4.500 såres.
- 2008 - IC4 indsættes for første gang som lyntog i landsdelstrafikken og føjer endnu et kapitel til IC4-sagen.

### Født
- 317 - Constantius II, romersk kejser (død 361).
- 1816 - Carl Brosbøll, dansk forfatter (død 1900).
- 1852 - Andreas Clemmensen, dansk arkitekt (død 1928).
- 1867 - Emil Nolde, tysk maler (død 1956).
- 1876 - Mata Hari, hollandsk spion (død 1917).
- 1903 - Louis Leakey, engelsk antropolog og arkæolog (død 1972).
- 1912 - Vo Chi Cong, vietnamesisk præsident (død 2011).
- 1919 - Kim Borg, finsk-dansk sanger og komponist (død 2000).
- 1932 - Abebe Bikila, etiopisk atlet (død 1973).
- 1942 - Carlos Monzón, argentinsk bokser (død 1995).
- 1942   - Niels Andersen, dansk skuespiller.
- 1945 - Hans Otto Bisgaard, dansk radio og tv-vært.
- 1947 - Jess Ingerslev, dansk skuespiller og sanger (død 2014).
- 1947   - Lone Diana Jørgensen, dansk forfatter og cand.mag.
- 1966 - Jimmy Wales, medgrundlægger af Wikipedia.
- 1969 - Domino Harvey, britisk lykkejæger.
- 1975 - Charlize Theron, sydafrikansk skuespiller.
- 1996 - Liam James, canadisk skuespiller.

### Dødsfald
- 1933 - Henrik Cavling, dansk journalist (født 1858).
- 1941 - Rabindranath Tagore, indisk digter og modtager af Nobelprisen i litteratur (født 1861).
- 1953 - Carl Fischer, dansk skuespiller og sanger (født 1876).
- 1957 - Oliver Hardy "Gokke", amerikansk komiker og skuespiller (født 1892).
- 1993 - Jørgen Clevin, dansk tegner, børnebogsforfatter, pædagog og børne-tv-vært (født 1920).
- 2005 - Sven Methling, dansk filminstruktør og manuskriptforfatter (født 1918).
- 2009 - Poul Andreassen, dansk politiker og erhvervsleder (født 1928).
- 2024 - Lisbeth Petersen, færøsk politiker og folketingsmedlem (født 1939).

|  | Denne datoartikel kan blive bedre, hvis der indsættes et (bedre) billede Du kan hjælpe ved at afsøge Wikimedia Commons for et passende billede eller uploade et godt billede til Wikimedia Commons iht. de tilladte licenser og indsætte det i artiklen. |